# Нікулін Ігор Юрійович (хокеїст)
Ігор Юрійович Нікулін (17 липня 1959 — 27 квітня 2020) — радянський хокеїст, захисник.

## Спортивна кар'єра
Виступав за команди «Сокіл» (Київ), СКА МВО (Калінін), ШВСМ (Київ) і «Торпедо» (Тольятті). У вищій лізі провів 37 матчів (1 гол), у першій — 184 (12+17).
Після завершенні ігрової кар'єри залишився у ШВСМ, де працював помічником Олександра Сеуканда. Станом на 2015 рік — тренер дитячої команди «Бауер Селектс» (школа підготовки «Лос-Анджелес Кінгс»).

## Статистика
| Сезон   | Клуб                    | Ліга  | І  | Г  | П  | О  | ШХ |
| ------- | ----------------------- | ----- | -- | -- | -- | -- | -- |
| 1979-80 | «Машинобудівник» (Київ) | друга |    | 10 |    |    |    |
| 1980-81 | «Сокіл» (Київ)          | вища  | 3  | 0  | 0  | 0  | 2  |
| 1980-81 | «Машинобудівник» (Київ) | друга |    | 9  |    |    |    |
| 1981-82 | «Сокіл» (Київ)          | вища  | 34 | 1  | 1  | 2  | 22 |
| 1982-83 | СКА МВО (Москва)        | друга | -  | 2  | -  | -  | -  |
| 1983-84 | СКА МВО (Калінін)       | друга | -  | 3  | -  | -  | -  |
| 1983-84 | «Машинобудівник» (Київ) | друга | -  | 3  | -  | -  | -  |
| 1984-85 | ШВСМ (Київ)             | друга | -  | 11 | 10 | 21 | -  |
| 1985-86 | «Торпедо» (Тольятті)    | перша | 54 | 1  | 4  | 5  | 8  |
| 1986-87 | ШВСМ (Київ)             | перша | 70 | 6  | 5  | 11 | 56 |
| 1987-88 | ШВСМ (Київ)             | перша | 60 | 5  | 8  | 13 | 24 |